# Polite (Odissea)
Polite (in greco antico: Πολίτης?) era uno dei compagni di viaggio di Ulisse trasformati in porci dalla maga Circe, e poi, grazie all'intervento di Ulisse stesso, ad essere ritrasformato in uomo. Come narra l'Odissea, fu proprio Polite ad incitare i compagni a varcare le mura della casa di Circe a sentirla cantare.
In seguito, dopo la presa di Ilio, vagabondava per le città dell'Italia meridionale, e giunti a Temesa, sembra che fu proprio Polite, ubriaco, a violentare una giovane vergine del posto. Gli abitanti, inferociti, lo lapidarono e Ulisse se ne andò e proseguì il viaggio. Il demone dell'uomo lapidato cominciò, per vendetta, ad uccidere gli abitanti del villaggio che, su consiglio della Pizia, costruirono al demone un luogo ove, ogni anno, portavano in sacrificio la vergine più bella del paese per placare la sua furia.
Ciò accadde finché Eutimo il pugilatore non passò da quelle parti, sfidò il demone, che aveva preso il nome di Alibante ed era terribilmente nero e tremendo in tutto il suo aspetto, lo batté e lo cacciò in mare per sempre.

## Presenze in letteratura
1) Odissea 10,224:
ός μοι κήδιστος ετάρων ήν κεδνότατός τε;

"Ώ φίλοι, ένδον γάρ τις εποιχομένη μέγαν ιστόν

καλόν αοιδιάει, δάπεδον δ' άπαν αμφιμέμυκεν,

ch'era il più caro per me dei compagni e il più accorto:

 - O cari, qui dentro una che tesse gran tela

soave canta e tutto il paese ne suona;

o donna, o dea. Su, presto, chiamiamo! -
»
(versione di Rosa Calzecchi Onesti)
 "Pòlite allor, d'uomini capo, e molto

più caro e in pregio a me, che agli altri tutti,

sciogliea tai detti: - Amici, in queste mura

soggiorna, io non so ben, se donna o diva,

che tele oprando, del suo dolce canto

tutta fa risentir la casa intorno.

Voce mandiamo a lei -... "
(versione di Ippolito Pindemonte)
2) Pausania, Guida della Grecia, 6,6,7-10
Un recente ritrovamento archeologico nell'area delle foci del fiume Savuto ha permesso di riconoscere i resti dello heroon nel quale era venerato il temuto demone di Temesa.
(fonte: Pausania, Guida della Grecia, libro VI, nota a pag.220 - a cura di G. Maddoli, M. Nafissi e V. Saladino - Fondazione Lorenzo Valla - Arnoldo Mondadori Editore)